# Université de Bristol
L'université de Bristol (en anglais, University of Bristol) est une université anglaise, à Bristol. C'est une des Red brick university.

## Historique

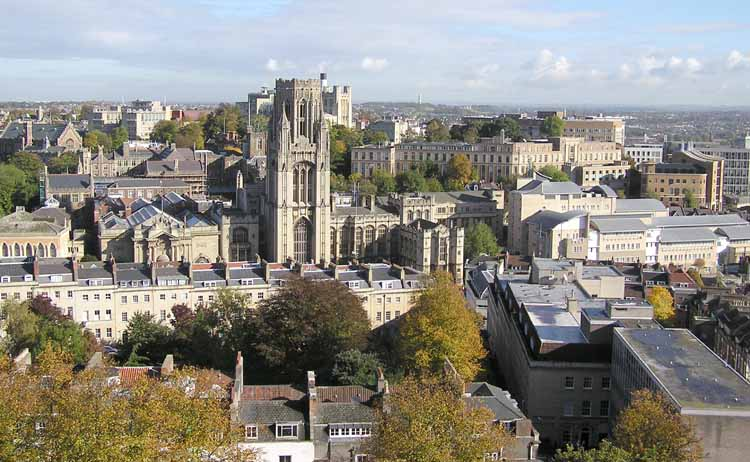
L'université de Bristol vue de la Cabot Tower.

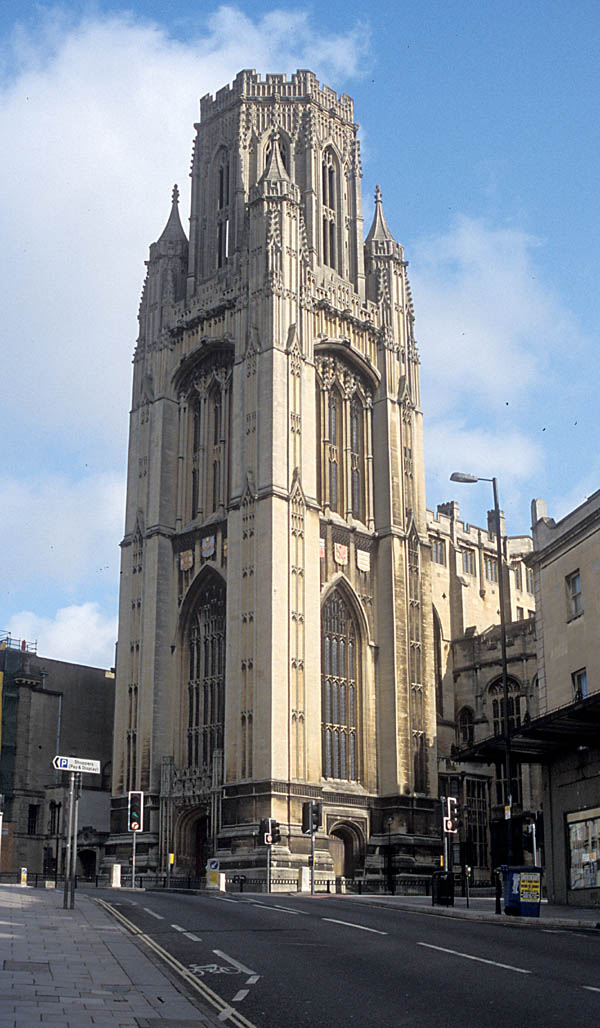
Le Wills Memorial Building sur Park Street.

C'est la fusion de la Bristol Medical School créée en 1833 et de l'University College, Bristol créée en 1876. À cette époque, l'université comptait seulement 99 étudiants.
La famille Fry (exemple Elizabeth Fry)  qui s'est enrichie par des plantations de cacao et la famille Wills (W.D. & H.O. Wills (en)),  importatrice de tabac, membres influents des élites locales, financent l'université par le versement de subventions à la ville de Bristol.
L'université a reçu sa charte royale en 1909 du roi Édouard VII qui aurait dit : « Dorénavant, il y aura pour toujours dans la ville de Bristol, une université »[réf. nécessaire].
Bristol University Press est signataire de la Charte de l’édition en format accessible de l’Accessible Books Consortium.

## Personnalités liées à l'université

### Étudiants
Écrivains
- Dick King-Smith
- Angela Carter
- David Nicholls auteur de Pourquoi pas ? se déroulant à l'université de Bristol[2]
- Giles Milton

Personnalités politiques
- Sheila Noakes
- Vivien Stern

Divers
- Derren Brown
- Alastair Stewart
- James Blunt
- Kalwant Bhopal
- Rose Bracher
- Chris Clark (auteur de musique électronique)
- Matt Lucas et David Walliams, vedettes de Little Britain[3]
- Luke Thompson

## Classement
L’université est souvent considérée comme l'une des plus prestigieuses d’Angleterre, classée 54ème au Classement académique des universités mondiales selon QS World Rankings en 2025 et faisant partie des 10 meilleures universités anglaises selon QS, THE et Shanghai. L’université se classe 11e en termes de recherche selon le REF 2014. L’université est hautement sélective, ayant un ratio de 6.4 pour les sciences appliquées, 8.2 pour les sciences économiques et 13.1 pour la médecine.  L’université est également membre du Russell Group, association regroupant les universités réputées pour leur recherche et excellence académique.